# Élections en Azerbaïdjan
Les élections en Azerbaïdjan permettent de désigner le Président de la République, l'Assemblée nationale et les organes municipaux.

## Commission électorale centrale
La Commission électorale centrale de la république d'Azerbaïdjan (CEC) est l'organisme chargé de l'organisation des élections en Azerbaïdjan en fonction des articles 3, 101 et 142 de la constitution.
Les scrutins à sa charge sont :
- les élections présidentielles ;
- les élections législatives ;
- les référendums à l'échelon national.

Elle prépare et conduit également les élections municipales.

## Mode de scrutin

Schéma du pouvoir politique azerbaïdjanais

Les élections et référendums se font par des votes personnels et à bulletin secret.
Les élections présidentielles, législatives, municipales ou référendums ne doivent pas se tenir le même jour.
L'Assemblée nationale est un parlement unicaméral composé de 125 sièges pourvus tous les cinq ans au scrutin uninominal majoritaire à un tour dans autant de circonscriptions.
Pour être éligibles, les candidats doivent posséder la citoyenneté azerbaïdjanaise, et aucune autre, résider de manière permanente en Azerbaïdjan, disposer du droit de vote, être âgé d'au moins vingt-cinq ans et ne pas avoir de casier judiciaire.

## Dernières élections

### Élection parlementaire 2015
| Résumé des résultats des élections à l'Assemblée nationale d'Azerbaïdjan du 1er novembre 2015 |           |       |       |        |
| Parti                                                                                         | Votes     | %     | Place | +/–    |
| Parti du nouvel Azerbaïdjan                                                                   | 1,340,770 | 47.20 | 69    | –2     |
| Parti du front populaire de tout l’Azerbaïdjan                                                | 42,459    | 1.49  | 1     | 0      |
| Parti de la solidarité civique                                                                | 37,561    | 1.32  | 2     | –1     |
| Parti du grand ordre                                                                          | 34,156    | 1.20  | 1     | 0      |
| Parti de la mère patrie                                                                       | 28,483    | 1.00  | 1     | –1     |
| Musavat                                                                                       | 24,995    | 0.88  | 0     | 0      |
| Parti azerbaïdjanais de la prospérité                                                         | 22,003    | 0.77  | 1     | 0      |
| Parti pour les réformes démocratiques                                                         | 21,044    | 0.74  | 1     | 0      |
| Parti de l'unité                                                                              | 15,070    | 0.53  | 1     | +1     |
| Parti de l'espoir                                                                             | 14,815    | 0.52  | 0     | –1     |
| Parti de l'unité civique                                                                      | 13,548    | 0.48  | 1     | 0      |
| Parti démocrate des lumières                                                                  | 13,279    | 0.47  | 1     | +1     |
| Parti du mouvement du renouveau national                                                      | 12,043    | 0.42  | 1     | Nouvel |
| Parti du Front populaire d'Azerbaïdjan                                                        | 11,671    | 0.41  | 0     | 0      |
| Parti communiste d'Azerbaïdjan                                                                | 11,426    | 0.40  | 0     | 0      |
| Parti social-démocrate d'Azerbaïdjan                                                          | 11,288    | 0.40  | 1     | +1     |
| Parti pour l'indépendance nationale d'Azerbaïdjan                                             | 10,526    | 0.37  | 0     | 0      |
| Parti de la justice                                                                           | 6,507     | 0.23  | 0     | –1     |
| Parti populaire d'Azerbaïdjan                                                                 | 6,152     | 0.22  | 0     | 0      |
| Parti Citoyen et Développement                                                                | 3,374     | 0.12  | 0     | 0      |
| Parti mondial de l'Azerbaïdjan démocratique                                                   | 3,230     | 0.11  | 0     | 0      |
| Grand parti de l'Azerbaïdjan                                                                  | 2,807     | 0.10  | 0     | 0      |
| Parti démocratique d'Azerbaïdjan                                                              | 2,746     | 0.10  | 0     | 0      |

## Élections passées

### Élections présidentielles
- Élection présidentielle azerbaïdjanaise, 2018[5]
- Élection présidentielle azerbaïdjanaise, 2013
- Élection présidentielle azerbaïdjanaise, 2008
- Élection présidentielle azerbaïdjanaise, 2003[6]
- Élection présidentielle azerbaïdjanaise, 1998
- Élection présidentielle azerbaïdjanaise, 1993
- Élection présidentielle azerbaïdjanaise, 1992
- Élection présidentielle azerbaïdjanaise, 1991

### Élections parlementaires
- Élection parlementaire azerbaïdjanaise, 2015
- Élection parlementaire azerbaïdjanaise, 2010
- Élection parlementaire azerbaïdjanaise, 2005
- Élection parlementaire azerbaïdjanaise, 2000–2001
- Élection parlementaire azerbaïdjanaise, 1995–1996
- Élection parlementaire azerbaïdjanaise, 1990

### Référendums
- Référendum sur l'indépendance de l'Azerbaïdjan, 1991
- Référendum révocatoire azerbaïdjanais de 1993
- Référendum constitutionnel azerbaïdjanais de 1995
- Référendum constitutionnel azerbaïdjanais de 2002
- Référendum constitutionnel azerbaïdjanais de 2009
- Référendum constitutionnel azerbaïdjanais de 2016

## Processus électoral

### Électeurs
Une personne a le droit de voter si :
- elle est un citoyenne de l'Azerbaïdjan ou résidente apatride depuis plus de 5 ans,
- elle a plus de 18 ans le jour du vote.

Pour les élections municipales le droit de vote est étendu aux étrangers résidant depuis plus de 5 ans dans le cas de réciprocité dans le pays d'origine.